# راسل كرو
راسل آيرا كرو (بالإنجليزية: Russell Crowe)‏ (من مواليد 7 أبريل 1964) هو ممثل ومنتج سينمائي نيوزيلندي. عاش معظم حياته في أستراليا رغم أنه مواطن نيوزيلندي. لفت الانتباه الدولي بدور الجنرال الروماني ماكسيموس ديسيموس ميريديوس في الفيلم التاريخي غلاديايتر (2000) من إخراج ريدلي سكوت، والذي فاز عنه بجائزة الأوسكار، وجائزة اختيار النقاد للأفلام لأفضل ممثل، وجائزة إمباير لأفضل ممثل، وجائزة دائرة نقاد لندن للأفلام إلى جانب عشرة ترشيحات أخرى في نفس الفئة. تشمل عروض كرو الأخرى الحائزة على الجوائز صورًا لكاشف الفساد في مؤسسة التبغ الذي يُدعى جيفري ويغاند في فيلم الدراما ذا إينسايدر (المطلع) (1999)، وجون إف. ناش في فيلم أَ بيوتيفول مايند (عقل جميل) (2001).
تشمل أفلام كرو الأخرى رومبير ستومبر (1992)، وإل. إيه. كونفيدينشال (إل إيه سري للغاية) (1997)، وماستر آند كوماندر: ذا فار سايد أوف ذا وورلد (الربان والقائد: الجانب البعيد عن الوطن) (2003)، وسندريلا مان (رجل السندريلا) (2005)، و3:10 تو يوما (3:10 إلى يوما) (2007)، وأميريكان غانغستر (رجل عصابة أمريكي) (2007)، وستاي تو بلاي (2009)، وروبن هود (2010)، وليه ميزيرابل (البؤساء) (2012)، ومان أوف ستيل (الرجل الفولاذي) (2013)، ونواه (نوح) (2014)، وذا نايس غايز (الرجال اللطفاء) (2016).
ظهر كرو لأول مرة في عام 2015 مع مخرج ذا ووتر ديفاينر، الذي أدى فيه دور البطولة. حاز عمل كرو على العديد من الجوائز خلال مسيرته، بما في ذلك نجمة على ممر الشهرة في هوليوود، وجائزة غولدن غلوب لأفضل ممثل، وجائزة الأكاديمية البريطانية لفنون السينما والتلفزيون، وجائزة أكاديمية واحدة من بين ثلاثة ترشيحات متتالية (1999 و2000 و2001). كان كرو أيضًا المالك المشارك لفريق دوري الرغبي الوطني التابع لفريق ساوث سيدني رابيتوس منذ عام 2006.

## نشأته
وُلد كرو بتاريخ 7 أبريل عام 1964 في ضاحية ستراثمور بارك في ويلينغتون في نيوزيلندا. هو ابن جوسلين إيفون (ويمس قبل الزواج) وجون ألكسندر كرو، اللذين كانا يعملان في مجال إعداد الأفلام، وكان والده مدير فندق أيضًا. كان جد كرو من جهة والدته، ستان ويمس، مصورًا سينمائيًا عُين برتبة الإمبراطورية البريطانية (رتبة فائقة الامتياز ضمن الإمبراطورية البريطانية) لتصويره لقطات من الحرب العالمية الثانية. كان جد كرو من جهة والده، جون دوبلداي كرو، من ريكسهام في ويلز، وكانت واحدة من جداته الكبريات من سكان الماوري. يملك كرو أيضًا أصولًا إنجليزية، وألمانية، وأيرلندية، وإيطالية، ونرويجية، واسكتلندية، وسويدية، وويلزية. هو ابن عم كابتنَي لعبة الكريكت السابقين في نيوزيلندا مارتن كرو وجيف كرو، وابن أخ لاعب الكريكت ديف كرو. بنى كرو ملعب كريكت سماه باسم عمه.
انتقلت عائلته إلى سيدني في أستراليا عندما كان في الرابعة من عمره، حيث عمل والداه في تقديم الطعام. كان منتجُ المسلسل التلفزيوني الأسترالي سبايفورس عرّابَ والدته الذي أدخله (في سن الخامسة أو السادسة) في حوار في إحدى الحلقات مقابل نجم المسلسل جاك تومسون (لعب تومسون أيضًا دور والد شخصية كرو في فيلم ذا سَم أوف أس في عام 1994). ظهر كرو أيضًا لفترة وجيزة في مسلسل ذا يونغ دوكتورز (1976).
تلقى كرو تعليمه في مدرسة فوكلوز العامة، ولكنه انتقل لاحقًا إلى مدرسة سيدني الثانوية للبنين. عادت عائلته إلى نيوزيلندا عندما كان في الرابعة عشرة من عمره، حيث التحق مع شقيقه تيري بمدرسة أوكلاند الثانوية لقواعد اللغة (حضرها أيضًا ابنا عمه، مارتن كرو وجيف كرو). واصل تعليمه الثانوي في مدرسة ماونت روسكيل الثانوية للقواعد ثم تركها في سن السادسة عشرة لملاحقة طموحه في أن يصبح ممثلًا.

## المسيرة السينمائية
بدأ مهنة التمثيل في أستراليا، قدم عدة أدوار في أفلام أسترالية أهمها فيلم Romper Stomper، وبعد هذا الفيلم استدعته الممثلة الأمريكية شارون ستون ليشاركها فيلمها the Quick & the Dead وهو من بطولتها إلى جانب جين هاكمان وليوناردو دي كابريو، ولم يحقق الفيلم نجاحاً في شباك التذاكر...
وفي عام 1995 شارك راسل ببطولة فيلم الخيال العلمي Virtuosity مع دنزل واشنطن، وبعد هذا الفيلم قام ببطولة افلام عدة من الدرجة الثانية ومنها:Rough Magic في عام 1995 وNO Way Back في 1996. قام راسل كرو عام 1997 بخطوة كبيرة عندما لعب دور شرطي في فيلم لوس انجلوس سري جداً L.A Canfidenhlial والذي نال إعجاباً كبيراً من النقاد السينمائيين.ثم عاد كرو إلى أستراليا وقام ببطولة فيلم Heaven,s Burning بعده عاد إلى الولايات المتحدة مرة أخرى ولعب بطولة فيلم Breaking up مع سلمى حايك، ثم توقف عن التمثيل لمدة عامين ،بعد ذلك شارك مع المخرج جاي روتش في فيلم Mystery Alaska، وفي السنة نفسها قام بأداء أفضل دور له على الإطلاق بفيلم TheInsider ، وقام بدور دكتور اسمه جيفري ويغند يقوم بمقاضاة شركات التبغ، وشاركه بطولة الفيلم آل باتشينو واخرجه المخرج مايكل مان.ورشح راسل عن دوره هذا للأوسكار والغولدن غلوب كأفضل ممثل رئيسى ولكنه لم يفز.
في عام 2000 تعاون مع المخرج ريدلي سكوت في بطولة فيلم المصارع الذي حصل على اوسكار تلك السنة لأفضل فيلم وممثل.قام راسل بأداء دور جنرال روماني يتعرض للظلم من ابن القيصر الروماني، ويحاول الجنرال الانتقام لموت زوجته وابنه، وكان هذا الفيلم من أفضل افلام عام 2000. بعد نجاح هذا الفيلم لعب راسل بطولة فيلم PROOF OF LIFE مع ميغ رايان ولم يصمد هذا الفيلم اقل من اسبوعين في شباك التذاكر نظراً لتواضعه من ناحية الفكرة التي كانت مستهلكة للغاية.
في فيلم عقل جميل قام راسل كرو بدور عالم الرياضيات جون ناش الحائز على جائزة نوبل، والمعاناة النفسية التي لازمته وشاركه البطولة الممثل إيد هاريس والنجمة جينيفر كونيلي، وهو من إخراج رون هوارد. وقد رشح للاوسكار كأفضل ممثل للمرة الثالثة على التوالي، فيما فاز الفيلم بجوائز أفضل مخرج، ممثلة مساعدة، أفضل سيناريو مقتبس ، وبعد فيلمه الربان والقائد: الجانب البعيد عن الوطن في 2003، قام كرو ببطولة فيلم Cinderella Man في عام 2005 وهو التجربة الثانية له مع المخرج رون هوارد بعد فيلم عقل جميل، أعاد كرو تجربة التمثيل أمام كاميرا مخرج فيلم المصارع ريدلي سكوت في فيلم سنة جديدة الذي تم تصويره في بريطانيا وفرنسا، شارك كرو ببطولة فيلم الغرب الأمريكي 3:10 to Yuma وفيلم عصابات أمريكية وهو يعد ثالث تعاون له مع ريدلي سكوت والثاني مع الممثل دنزل واشنطن، في عام 2008 شارك راسل كرو البطولة مع النجم ليوناردو دي كابريو في فيلم الإثارة السياسي كتلة أكاذيب.
وفي عام 2010 عاود العمل مع المخرج ريدلي سكوت وقام بدور روبن هود في فيلم روبن هود وشاركته البطولة الممثلة كيت بلانشيت. وحقق نجاحًا باهرًا، كما شارك في نفس العام ببطولة فيلم الأيام الثلاثة القادمة ، في 2012 لعب كرو دور المفتش جافيير في فيلم البؤساء، وقد تلقى الفيلم أستحساناً كبيراً من النقاد ورشح لعديد من الجوائز، كما في 2013 شارك في فيلمين هما مدينة محطمة مع مارك والبيرغ ، والثاني فيلم رجل من حديد حيث يلعب دور جور-إل والد كلارك كينت، في 2014 سيظهر كرو في فيلم نوح الذي يحكي قصة النبي نوح.

## الترشيحات لجائزة الأوسكار
- أفضل ممثل رئيسي عام 2000 عن فيلم المطلع.
- أفضل ممثل رئيسي عام 2001 عن فيلم غلاديايتر وفاز بها.
- أفضل ممثل رئيسي عام 2003 عن فيلم عقل جميل.

## الترشيحات لجائزة الغولدن غلوب
- أفضل ممثل درامى عام 2000 عن فيلم The Insider
- أفضل ممثل درامى عام 2001 عن فيلم Gladiator
- أفضل ممثل درامى عام 2002 عن فيلم A Beautiful Mind وفاز بها
- أفضل ممثل درامى عام 2004 عن فيلم Master and Commander: The Far Side of the World
- أفضل ممثل درامى عام 2006 عن فيلم Cinderella Man

## أفلامه
- 2016: الرجال اللطفاء (الدور: Jackson Healy)
- 2015: الآباء والبنات
- 2014: نوح (الدور: Noah)
- 2014: قصة الشتاء (الدور: Pearly Soames)
- 2013: رجل من حديد (الدور: Jor-El)
- 2013: مدينة محطمة (الدور: Nicholas Hostetler)
- 2012: البؤساء (فيلم 2012) (الدور : الجنرال jafert) .
- 2010: الأيام الثلاثة القادمة (الدور: john)
- 2010: روبن هود (الدور: Robin HoodRobin Longstride)
- 2008: كتلة أكاذيب (الدور: Ed Hoffman)
- 2007: رجل عصابة أمريكي (الدور: Richie RobertsDet. Richie Roberts)
- 2007: 10 إلى يوما (الدور: Ben Wade)
- 2003: الجانب البعيد عن الوطن (الدور: Capt. Jack Aubrey)
- 2001: دليل على الحياة
- 2001: عقل جميل
- 2000: مجالد (Gladiator) (الدور: Maximus Decimus Meridius)
- 1997: إل ايه سري للغاية (الدور: Officer Wendell "Bud" White)

## روابط خارجية
- راسل كرو على موقع IMDb (الإنجليزية)
- راسل كرو على موقع الموسوعة البريطانية (الإنجليزية)
- راسل كرو على موقع مونزينجر (الألمانية)
- راسل كرو على موقع قاعدة بيانات الأفلام العربية
- راسل كرو على موقع ألو سيني (الفرنسية)
- راسل كرو على موقع ميوزك برينز (الإنجليزية)
- راسل كرو على موقع تيرنر كلاسيك موفيز (الإنجليزية)
- راسل كرو على موقع تيرنر كلاسيك موفيز (الإنجليزية)
- راسل كرو على موقع أول موفي (الإنجليزية)
- راسل كرو على موقع بوكس أوفيس موجو (الإنجليزية)